# Мокану, Спиридон Спиридонович
Спиридон Спиридонович Мокану (рум. Spiridon Mocanu; 18 апреля 1932 — 20 июля 2007) — молдавский артист балета. Народный артист Молдавской ССР (1955).

## Биография
Спиридон Мокану родился 18 апреля 1932 года в городе бессарабском городе Кагул. Занимался в драмкружке городского Дома культуры. Летом 1948 года в Кишинёве в составе одного из кагульских коллективов принимал участие в республиканской олимпиаде художественной самодеятельности. По результатам смотра был отобран для обучения в ансамбле песни и танца Молдавской ССР «Дойна».
Сценическую деятельность начал в 1949 году в ансамбле народного танца «Жок», в котором проработал до 1995 года. В 1955 году ему было присвоено звание Народного артиста Молдавской ССР, а в 1970 году он получил Государственную премию Молдавской ССР за исполнительское мастерство (танцы «Котовцы», «Жок», «Весёлый Пэкалэ», «Баба мя», «Наковальня», «По дороге в Кишинёв» и другие). Искусство Мокану являлось прекрасной демонстрацией многообразия молдавского народного танца; он обладал комедийным дарованием, живым, обаятельным юмором, виртуозной танцевальной техникой. Кроме деятельности танцора являлся одновременно и сопостановщиком ряда номеров ансамбля «Жок».
Спиридон Мокану ушёл из жизни 20 июля 2007 года.

## Фильмография
- 1955 — Молдавские напевы